# Anka Leśniak
Anka Leśniak, właśc. Anna Barbara Leśniak (ur. 20 lipca 1978 w Bielsku-Białej) – polska artystka sztuki współczesnej, pracująca w Łodzi. Anka Leśniak tworzy instalacje, prace wideo, fotograficzne, performance i multimedialne.

## Twórczość
Anka Leśniak ukończyła historię sztuki na Uniwersytecie Łódzkim w 2003 roku; w 2004 otrzymała dyplom Akademii Sztuk Pięknych w Łodzi, a w roku 2016 obroniła doktorat Niewidzialne Widzialnego w dziedzinie sztuk pięknych (Akademia Sztuk Pięknych w Gdańsku, Wydział Rzeźby i Intermediów).
Głównym tematem prac Anki Leśniak są kwestie związane z historią i doświadczeniem kobiet, a także społecznie uznawane wartości i przekonania, które decydują o postrzeganiu kobiet i ich ról. Wśród zainteresowań artystki mających odzwierciedlenie w różnorodnych pracach są również kwestie związane z gender czy obrazem kobiet w historii i w sztuce.
Artystka należy do łódzkiego ugrupowania artystycznego Frakcja.

## Nagrody i wyróżnienia
- 2004 – dyplom z wyróżnieniem, Akademia Sztuk Pięknych im. Władysława Strzemińskiego w Łodzi
- 2011 – stypendium Ministra Kultury i Dziedzictwa Narodowego
- 2015 – stypendium Prezydenta Miasta Łodzi dla twórców i animatorów kultury
- 2016 – stypendium KulturKontakt, Wiedeń

## Wybrane wystawy i projekty
Wybrane wystawy indywidualne
2017

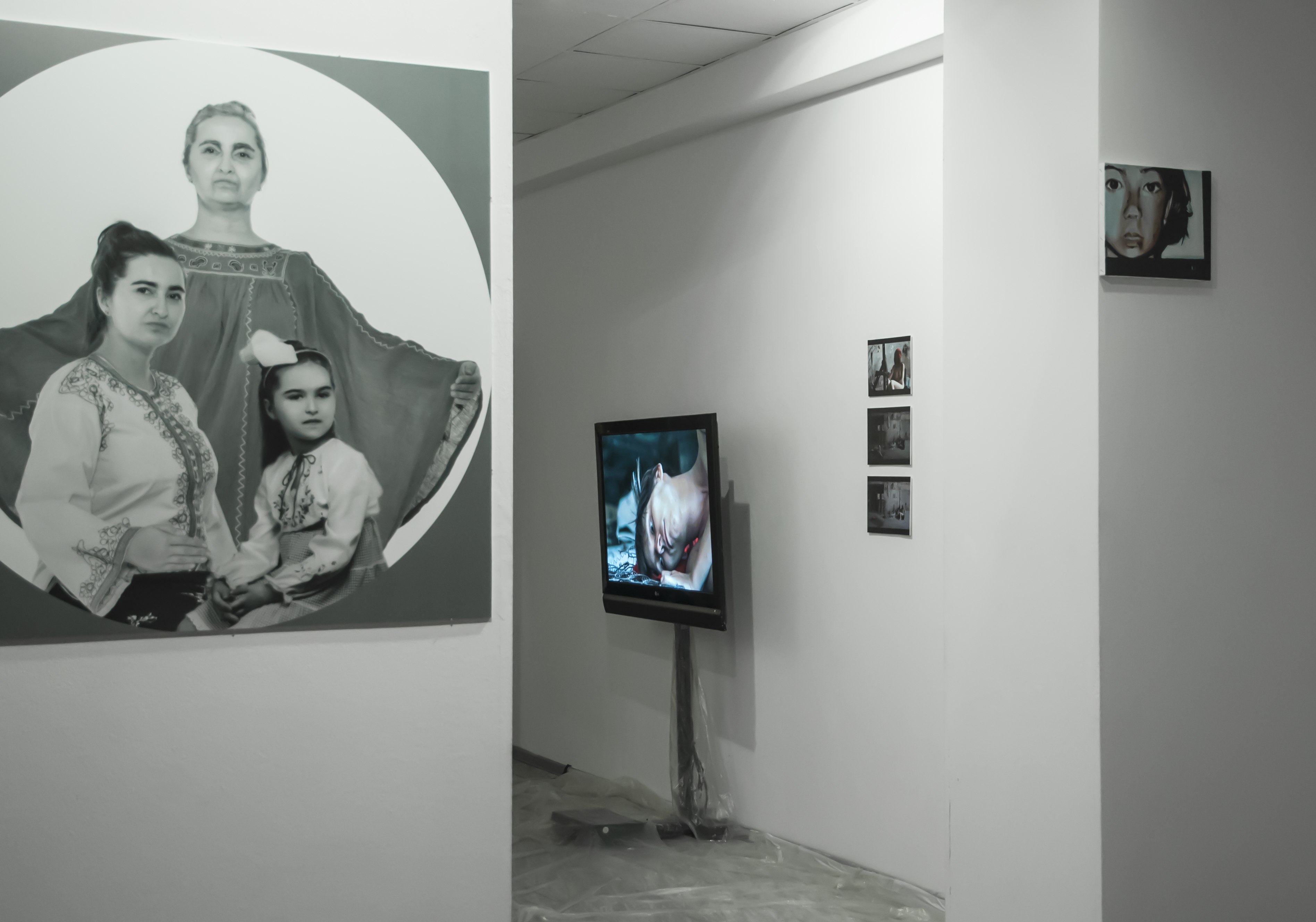
Fotografia i zarazem autoportret autorstwa Anki Leśniak na wystawie grupy Frakcja

- Invisible inVisible / Niewidzialne Widzialnego. Kobiety nieumiejscowione w historii. Instalacje artystyczne na opuszczonych budynkach, performance i panel dyskusyjny na temat projektu: Agenda Nova, Kraków / Centrum Dialogu im. Marka Edelmana w Łodzi / Galeria Wozownia, Toruń
- Dla Zofii / Kwiat dla Zofii, praca site-specific artwork w przestrzeni publicznej, Główny Dworzec Kolejowy w Lesznie

2016
- Invisible inVisible / Niewidzialne Widzialnego, Gdańska Galeria Miejska, Gdańsk Zastrzegam sobie wyłączne posiadanie swego życia, instalacja inspirowana postacią Stanisławy Przybyszewskiej, Plac Wałowy 13, Gdańsk patRIOTki, Galeria XX1, Warszawa

2015
- Invisible inVisible, Galeria Wschodnia, Łódź Fifi Zastrow. Acta est fabula, instalacja w przestrzeni publicznej, ul. Jaracza 34, Łódź
- Michalina zuch dziewczyna, instalacja w przestrzeni publicznej, ul. Zachodnia 27A, Łódź
- Eugenia żeni się, instalacja w przestrzeni publicznej, ul. Drukarska 2, Łódź